# Karolina Stanisławczyk
Karolina Stanisławczyk (ur. 30 maja 2000 w Warszawie) – polska piosenkarka, autorka tekstów i kompozytorka.

## Życiorys
Zaczynała karierę udziałem w konkursach wokalnych i przeglądach piosenek. Kształciła głos i śpiew w Autorskiej Szkole Muzyki Rozrywkowej i Jazzu im. Krzysztofa Komedy w Warszawie.
W 2019 Jonatan Chmielewski z duetu MIYO zaprosił ją do udziału w utworach „Wyliczanka” i „Zapomnieć”. Wystąpiła gościnnie także w piosenkach „Świetlne cienie” Kamerzysty i „Whisky” Merghaniego. W październiku 2020 z raperem Urbanem nagrała utwór „Linia”. Wkrótce później podpisała kontrakt z wytwórnią Hypsteria Records. Wystąpiła też w chórkach w piosence „Do Ciebie mówię” Białasa, Muńka Staszczyka, Kuby Więcka i Sir Micha.
Na początku 2021 popularność przyniósł jej utwór „Cliché”, który uzyskał certyfikat platynowej płyty ZPAV. W maju 2021 wydała debiutancki album pod tym samym tytułem. 19 lutego 2022 wystąpiła z utworem „Move” (nagranym z Chiką Toro) w finale krajowych eliminacji do Konkursu Piosenki Eurowizji 2022.

## Dyskografia

### Albumy studyjne
| Rok  | Dane dot. albumu                                                                                |
| ---- | ----------------------------------------------------------------------------------------------- |
| 2021 | Cliché - Wydany: 21 maja 2021 - Wytwórnia: Hypsteria Records - Format: CD, digital download     |
| 2022 | Bilans - Wydany: 30 września 2022 - Wytwórnia: Hypsteria Records - Format: CD, digital download |

### Single
Jako główna artystka
| Rok                                                      | Tytuł                                    | Najwyższe pozycje na listach | Najwyższe pozycje na listach | Najwyższe pozycje na listach | Najwyższe pozycje na listach | Najwyższe pozycje na listach | Najwyższe pozycje na listach | Najwyższe pozycje na listach | Najwyższe pozycje na listach | Najwyższe pozycje na listach | Najwyższe pozycje na listach | Najwyższe pozycje na listach | Najwyższe pozycje na listach | Najwyższe pozycje na listach | Najwyższe pozycje na listach | Najwyższe pozycje na listach | Najwyższe pozycje na listach | Najwyższe pozycje na listach | Najwyższe pozycje na listach | Najwyższe pozycje na listach | Najwyższe pozycje na listach | Najwyższe pozycje na listach | Certyfikat             | Sprzedaż       | Album  |
| Rok                                                      | Tytuł                                    | POL (AirPlay)                | POL (AirPlay Nowości)        | Apple Music                  | Deezer                       | Spotify                      | Spotify Viral                | iTunes                       | iTunes                       | iTunes                       | iTunes                       | iTunes                       | iTunes                       | iTunes                       | iTunes                       | iTunes                       | iTunes                       | iTunes                       | SLiP                         | Eska                         | RMF FM                       | WiR                          | Certyfikat             | Sprzedaż       | Album  |
| Rok                                                      | Tytuł                                    | POL (AirPlay)                | POL (AirPlay Nowości)        | POL                          | POL                          | POL                          | POL                          | POL                          | AUT                          | BEL                          | CZE                          | FRA                          | SPA                          | NLD                          | NOR                          | NZ                           | SWE                          | TUR                          | SLiP                         | Eska                         | RMF FM                       | WiR                          | Certyfikat             | Sprzedaż       | Album  |
| -------------------------------------------------------- | ---------------------------------------- | ---------------------------- | ---------------------------- | ---------------------------- | ---------------------------- | ---------------------------- | ---------------------------- | ---------------------------- | ---------------------------- | ---------------------------- | ---------------------------- | ---------------------------- | ---------------------------- | ---------------------------- | ---------------------------- | ---------------------------- | ---------------------------- | ---------------------------- | ---------------------------- | ---------------------------- | ---------------------------- | ---------------------------- | ---------------------- | -------------- | ------ |
| 2020                                                     | „Malibu”                                 | –                            | –                            | –                            | –                            | –                            | 36                           | 90                           | –                            | –                            | –                            | –                            | –                            | –                            | –                            | –                            | –                            | 112                          | –                            | –                            | –                            | –                            | brak                   | brak danych    | Cliché |
| 2020                                                     | „V.I.B.E.” (gościnnie: Michał Szczygieł) | –                            | –                            | 87                           | –                            | –                            | 46                           | 18                           | –                            | –                            | –                            | –                            | –                            | –                            | –                            | –                            | –                            | 109                          | –                            | –                            | –                            | –                            | brak                   | brak danych    | Cliché |
| 2021                                                     | „Cliché”                                 | 9                            | 4                            | 107                          | 30                           | 124                          | 11                           | 3                            | 88                           | 178                          | 39                           | –                            | 135                          | –                            | 58                           | 182                          | 69                           | –                            | 1                            | 11                           | 1                            | 1                            | - POL: platynowa płyta | - POL: 20 000+ | Cliché |
| 2021                                                     | „Atrament” (gościnnie: Don Juan)         | –                            | –                            | –                            | –                            | –                            | –                            | 23                           | –                            | –                            | –                            | –                            | –                            | –                            | –                            | –                            | –                            | –                            | 3                            | –                            | –                            | 1                            | brak                   | brak danych    | Cliché |
| 2021                                                     | „Slow Motion” (oraz Urbaniaque)          | –                            | –                            | –                            | –                            | –                            | –                            | –                            | –                            | –                            | –                            | –                            | –                            | –                            | –                            | –                            | –                            | –                            | –                            | –                            | –                            | –                            | brak                   | brak danych    | Cliché |
| 2021                                                     | „Ostry dyżur”                            | –                            | –                            | –                            | –                            | –                            | –                            | 67                           | –                            | –                            | –                            | –                            | –                            | –                            | –                            | –                            | –                            | –                            | –                            | –                            | –                            | –                            | brak                   | brak danych    | Bilans |
| 2021                                                     | „Czy Masz Jak Ja?”                       | –                            | –                            | –                            | –                            | –                            | –                            | –                            | –                            | –                            | –                            | –                            | –                            | –                            | –                            | –                            | –                            | –                            | –                            | –                            | –                            | 7                            | brak                   | brak danych    | Bilans |
| 2022                                                     | „Rio” (gościnnie: Mr. Polska, Don Juan)  | –                            | –                            | –                            | –                            | –                            | –                            | –                            | –                            | –                            | –                            | –                            | –                            | –                            | –                            | –                            | –                            | –                            | –                            | –                            | –                            | –                            | brak                   | brak danych    | Bilans |
| 2022                                                     | „Move” (gościnnie: Chika Toro)           | –                            | –                            | –                            | –                            | –                            | –                            | 55                           | –                            | –                            | –                            | –                            | –                            | –                            | –                            | –                            | –                            | –                            | –                            | –                            | –                            | –                            | brak                   | brak danych    | Bilans |
| 2022                                                     | „Zanim”                                  | –                            | –                            | –                            | –                            | –                            | –                            | 54                           | –                            | –                            | –                            | –                            | –                            | –                            | –                            | –                            | –                            | –                            | –                            | –                            | –                            | 2                            | brak                   | brak danych    | Bilans |
| 2022                                                     | „F*ck Your Boyfriend”                    | –                            | –                            | –                            | –                            | –                            | –                            | –                            | –                            | –                            | –                            | –                            | –                            | –                            | –                            | –                            | –                            | –                            | –                            | –                            | –                            | –                            | brak                   | brak danych    | Bilans |
| 2022                                                     | „Testosteron” (oraz Gozdek)              | –                            | –                            | –                            | –                            | –                            | –                            | 76                           | –                            | –                            | –                            | –                            | –                            | –                            | –                            | –                            | –                            | –                            | –                            | –                            | –                            | –                            | brak                   | brak danych    | –      |
| 2022                                                     | „VHS” (gościnnie: Kuba)                  | –                            | –                            | –                            | –                            | –                            | –                            | –                            | –                            | –                            | –                            | –                            | –                            | –                            | –                            | –                            | –                            | –                            | –                            | –                            | –                            | 6                            | brak                   | brak danych    | Bilans |
| 2022                                                     | „Szklane serce” (oraz Adam Milaro)       | –                            | –                            | –                            | –                            | –                            | –                            | –                            | –                            | –                            | –                            | –                            | –                            | –                            | –                            | –                            | –                            | –                            | –                            | –                            | –                            | –                            | brak                   | brak danych    | Bilans |
| 2022                                                     | „Ostatnia noc”                           | –                            | –                            | –                            | –                            | –                            | –                            | –                            | –                            | –                            | –                            | –                            | –                            | –                            | –                            | –                            | –                            | –                            | –                            | –                            | –                            | –                            | brak                   | brak danych    | Bilans |
| 2022                                                     | „Sorry (tak wyszło)”                     | –                            | –                            | –                            | –                            | –                            | –                            | –                            | –                            | –                            | –                            | –                            | –                            | –                            | –                            | –                            | –                            | –                            | –                            | –                            | –                            | –                            | brak                   | brak danych    | Bilans |
| 2023                                                     | „Spadam”                                 | –                            | –                            | –                            | –                            | –                            | –                            | 16                           | –                            | –                            | –                            | –                            | –                            | –                            | –                            | –                            | –                            | –                            | –                            | –                            | –                            | –                            | brak                   | brak danych    | –      |
| 2023                                                     | „Vanilla Baby Ice”                       | –                            | –                            | –                            | –                            | –                            | –                            | –                            | –                            | –                            | –                            | –                            | –                            | –                            | –                            | –                            | –                            | –                            | –                            | –                            | –                            | –                            | brak                   | brak danych    | –      |
| „–” oznacza, że singel nie był notowany na danej liście. |                                          |                              |                              |                              |                              |                              |                              |                              |                              |                              |                              |                              |                              |                              |                              |                              |                              |                              |                              |                              |                              |                              |                        |                |        |

Jako gościnna artystka
| Rok                                                      | Tytuł                                                             | Najwyższe pozycje na listach | Najwyższe pozycje na listach | Album |
| Rok                                                      | Tytuł                                                             | iTunes                       | Apple Music                  | Album |
| Rok                                                      | Tytuł                                                             | POL                          | ICE                          | Album |
| -------------------------------------------------------- | ----------------------------------------------------------------- | ---------------------------- | ---------------------------- | ----- |
| 2020                                                     | „Świetlne cienie” (Kamerzysta, gościnnie: Karolina Stanisławczyk) | 124                          | –                            | ?     |
| 2020                                                     | „Linia” (Urban, gościnnie: Karolina Stanisławczyk)                | 24                           | –                            | –     |
| 2022                                                     | „Czarna kawa” (Zarzycki, gościnnie: Karolina Stanisławczyk)       | –                            | –                            | –     |
| „–” oznacza, że singel nie był notowany na danej liście. |                                                                   |                              |                              |       |